# Маґнус Веннінґер

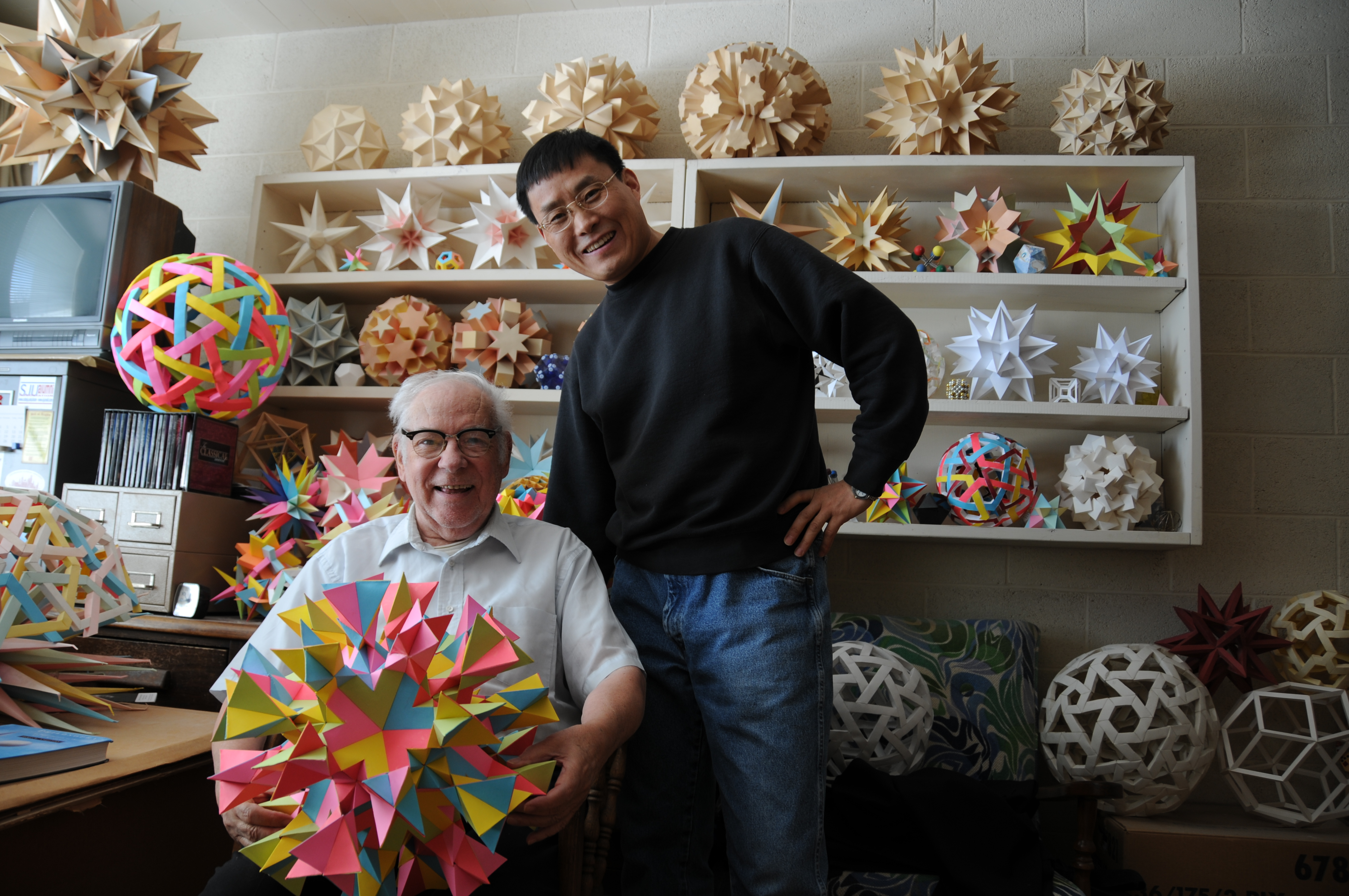
Магнус Веннінґер у 2009 в своїй кімнаті зі своїми моделями і студентом з теології

Отець Магнус Дж. Веннінґер (англ. Magnus J. Wenninger, Парк-Фоллз, Вісконсин, 31 жовтня 1919 — 17 лютого 2017) — американський математик.
Найбільш відомий своїм захопленням зі склеювання моделей багатогранників, проведення відповідних занять (у рамках курсу математики) в школі свого абатства на Багамах і як автор трьох відомих книг з даного напрямку, перша з яких була видана в 1971 р.

## Дитинство та навчання
Йозеф Веннінґер народився в Парк-Фоллз, штат Вісконсин, у сім'ї німецьких переселенців. З раннього віку дитини в сім'ї вважалося, що Джо, як тоді називався Йозеф, буде належати до духовенства.
Коли Йозефу виповнилося тринадцять, після закінчення парафіяльної школи в Парк-Фоллз, його батьки побачили оголошення в німецькій газеті Der Wanderer про набір до підготовчої школи в Колледжвіллі, Міннесота, пов'язаної з Університетом Святого Іоанна, що мало істотний вплив на все його подальше життя.
Веннінґер був студентом спочатку в підготовчій школі, потім перейшов у відділення Св. Іоанна, де вивчав філософію і богослов'я.

## Служба
Коли Веннінґер став бенедиктинським ченцем, він узяв собі чернече ім'я Магнус (в пер. з лат. — Великий). Те, що він став відомим як майстер з моделювання багатогранників, зовні виглядає як ланцюг випадковостей і зовні незначних обставин.
Так, незабаром після прийняття Магнусом сану, Абат Веннінґера повідомив йому, що їхнє абатство засновує школу на Багамах. Було вирішено, щоб Венніґеру доручили викладати в цій школі. Для цього було необхідно, щоб він отримав ступінь магістра. І Веннінґера послали в Оттавський університет, в Канаді, для вивчення психології навчання. Там він вивчав символічну логіку під керівництвом Томаса Ґрінвуда з відділу філософії і підготував диплом з питання «Поняття числа згідно з Роджером Беконом і Альбертом Великим».
Після отримання необхідного ступеня магістра Веннінґер прибув до школи на Багамах, де директор попросив його вибрати між навчанням англійської і математики. Веннінґер вибрав математику, оскільки це, здавалося, більше відповідало темі його магістерського диплому. У коледжі Веннінґер не дуже багато уваги приділяв глибокому вивченню власне математичних курсів (у західній моделі навчання передбачене невелике обов'язкове ядро навчальних курсів і досить помітна частина курсів засвоюється учнями з допомогою курсів за вибором, яких треба набрати (опанувати) не менше, ніж на певне число балів), тому в школі Веннінґер обмежується викладанням алгебри, евклідової геометрії, тригонометрії та аналітичної геометрії.
Після десяти років учительства Веннінґер відчув, що починає відставати, стає «трохи несвіжим». За пропозицією свого директора Магнус наприкінці 1950-х вирушає вчитися на літній період у Колегію вчителів Колумбії. Навчання було розраховане на 4 роки. Саме тут виявився його інтерес до «Нової математики» і почалися його дослідження багатогранників.

## Видання праць
Першим друкованим працею Веннінґера з теми багатогранників був буклет «Моделі багатогранників для класу», який він написав у 1966. Він написав Г. С. М. Коксетеру і отримав копію його книги «Однорідні багатогранники», в якій був повний список всіх 75 видів багатогранників. Після цього Магнус провів багато часу, будуючи різні багатогранники. Він зробив 65 з них і показував їх у своєму класі.
В цей же час Веннінґер вирішив зв'язатися з видавцем, щоб з'ясувати, чи буде інтерес до книги за даним напрямом. Йому сфотографували моделі, він написав супутній текст, витяги з якого послав у видавництво Кембриджського університету в Лондоні. Видавці підтвердили інтерес до книги, тільки якщо Веннінґер побудує всі 75 видів багатогранників.
10 моделей, що залишались, були особливо складними. Помітну допомогу Венніґеру в їх виготовленні надав Р. Баклі з Оксфордського університету, який для обчислювальної машини написав програму для розрахунку розмірів багатогранників. Це дозволило Веннінґеру будувати ці багатогранники з точними розрахунками для довжин ребер і маючи обриси лицьових поверхонь. Таким чином, вперше було виготовлено паперові моделі всіх однорідних багатогранників. Це зайняло у Веннінґера майже десять років, і книга Моделі багатогранників була видана видавництвом Кембриджського університету в 1971 році, переважно через виняткову якість фотографій, виконаних у містечку Нассау.
З 1971 року Веннінґер зосередив свою увагу на проектуванні однорідних багатогранників на поверхню їхніх сфер обмеження. Це призвело до видання у 1979 році його другої книги, Сферичні моделі. У ній показується, як регулярний або напіврегулярний, багатогранник може використовуватися, щоб побудувати геодезичний купол. Він також обмінявся задумами з іншими математиками, Г'юго Верхаєном (Hugo Verheyen) і Жильбером Флераном (Gilbert Fleurent).
У 1981 Веннінґер залишив Багами і повернувся в абатство Св. Іоанна. В 1983 році вийшла третя книга, Двоїсті моделі, — продовження його книги «Моделі багатогранників», у якій описується, як зробити паперові моделі двоїстих багатогранників для всіх 75 однорідних багатогранників.

## Основні праці
- Wenninger, Magnus (1971), Polyhedron Models, Cambridge University Press, ISBN 978-0-521-09859-5, MR 0467493
- Російський переклад: Веннинджер М. Модели многогранников. Переклад В. В. Фірсова, під ред. І. М. Яглома. М.: Мир, 1974 р. 236 с.
- Wenninger, Magnus (1979), Spherical Models, Cambridge University Press, ISBN 978-0-521-29432-4, MR 0552023, архів оригіналу за 4 липня 2008, процитовано 4 грудня 2015 Архівна копія від 4 липня 2008 на Wayback Machine Reprinted by Dover 1999 ISBN 978-0-486-40921-4
- Wenninger, Magnus (1983), Dual Models, Cambridge University Press, ISBN 978-0-521-54325-5, MR 0730208

## Російський переклад книги Веннінґера
Переклад першої книги М. Веннінґера «Моделі багатогранників» російською мовою був здійснений В. В. Фірсовим за редакцією І. М. Яглома і виданий у 1974 році у видавництві «Мир». Поширенню російського видання супроводжували певні труднощі, що було викликано низкою обставин різного походження.
- Незважаючи на всі старання радянських видавців, доступна поліграфія книги виявилася досить скромною, особливо в порівнянні з англійським виданням, однією з помітних переваг якого були чудові фотографії багатогранників.
- Як автор, Веннінґер звертав більше уваги на математичну правильність викрійок і не дуже дбав, приміром, про мінімізацію числа необхідних склейок, що досить помітно підвищувало трудомісткість складання і склеювання багатьох моделей, а також про інші можливості формування інтересу до моделювання багатогранників.

Все це призвело до того, що книга, спочатку видана невеликим для тим часів накладом (навіть не вказаними на виданні), поширювалася кілька років і згодом жодного разу (на 2015 рік) не перевидавалася.
Частину згаданих недоліків було враховано російськими авторами. Зокрема, архітектором і викладачем В. В. Гончар для низки найпопулярніших (і доступних для більшості зацікавлених читачів за трудомісткістю) моделей були перероблені викрійки багатогранників, мінімізована кількість необхідних склейок у кожній з викрійок. До математичних тіл також додалися моделі декількох природних кристалів (смарагду, одного з різновидів алмазу, олівіну тощо). У першій книзі за цими розробками — суперальбомі «Кристали», що вийшов у 1995 році також було додано короткий вступ, пов'язаний з історією низки відомих дорогоцінних каменів (Алмаз Шах та інші). У 1998 році як додаток до журналу «Орігамі» вийшла в більш скромному (чорно-білому) виданні книга «Моделі багатогранників», у якій були показані приклади прикрашання граней математичних тіл, ігри з ними тощо.